# Augustdorf
Augustdorf är en kommun och ort i Kreis Lippe i Regierungsbezirk Detmold i förbundslandet Nordrhein-Westfalen i Tyskland.